# Placówka Straży Granicznej II linii „Piekary Śląskie”
Placówka Straży Granicznej II linii „Szarlej” – jednostka organizacyjna Straży Granicznej pełniąca służbę ochronną na granicy polsko-niemieckiej w okresie międzywojennym.

## Formowanie i zmiany organizacyjne
Rozporządzeniem Prezydenta Rzeczypospolitej Polskiej Ignacego Mościckiego z 22 marca 1928 roku, do ochrony północnej, zachodniej i południowej granicy państwa, a w szczególności do ich ochrony celnej, powoływano z dniem 2 kwietnia 1928 roku  Straż Graniczną.
Rozkazem nr 4 z 30 kwietnia 1928 roku w sprawie organizacji Śląskiego Inspektoratu Okręgowego dowódca Straży Granicznej gen. bryg. Stefan Pasławski określił strukturę organizacyjną komisariatu SG „Kamień”. Placówka Straży Granicznej II linii „Kamień” znalazła się w jego strukturze.
Rozkazem nr 2 z 24 sierpnia 1933 roku w sprawach zmian etatowych, przydziałów oraz utworzenia placówek, komendant Straży Granicznej płk Jan Jur-Gorzechowski przeniósł siedzibę komisariatu i placówkę II linii z Kamienia do Szarleja.
Rozkazem nr 1 z 27 marca 1936 roku  w sprawach [...] zmian w niektórych inspektoratach okręgowych, Komendant Straży Granicznej płk Jan Jur-Gorzechowski zmienił nazwę komisariatu i placówki na „Piekary Śląskie”.
W kwietniu 1934 roku utworzono posterunki wywiadowcze: „Bobrowniki”, i „Wojkowice Komorne”.

## Kierownicy/dowódcy placówki
| stopień          | imię i nazwisko      | okres pełnienia służby   | kolejne stanowisko |
| ---------------- | -------------------- | ------------------------ | ------------------ |
| przodownik       | Karol Lubos          | 17 VIII 1928 – 1 IX 1929 |                    |
| przodownik       | Józef Czech          | 1 IX 1929 – 1 III 1930   |                    |
| starszy strażnik | Wawrzyniec Szczecina | 1 III 1930 – 3 II 1933   |                    |
| przodownik       | Bolesław Januszewski | 3 II 1933 – 15 I 1934    |                    |
| przodownik       | Wincenty Walke       | 15 I 1934 – 11 IV 1934   |                    |
| przodownik       | Franciszek Jabłoński | 11 IV 1934 –             |                    |